# Domènec Torrent
Domènec Torrent (* 14. Juli 1962 in Santa Coloma de Farners, Provinz Girona) ist ein ehemaliger spanischer Fußballspieler und heutiger Fußballtrainer. Er war als Co-Trainer von Pep Guardiola beim FC Barcelona, FC Bayern München sowie bei Manchester City und als Cheftrainer für New York City FC, Flamengo Rio de Janeiro und Galatasaray Istanbul tätig. Seit Mai 2024 ist er als Cheftrainer von Atlético San Luis tätig.

## Karriere

### Spieler
Der 1962 geborene Torrent spielte als Mittelfeldspieler für UE Olot (1980–1983) und AD Guixols (1983–1989).

### Trainer
Nach seiner aktiven Spielerkarriere war Domènec Torrent zunächst als Trainer für den FC Palafrugell (1994–2000), Palamós CF (2003–2004) sowie FC Girona (2005–2006) tätig, ehe er im Sommer 2007 Co-Trainer von Pep Guardiola bei der zweiten Mannschaft des FC Barcelona wurde. Als Guardiola zu Beginn der Saison 2008/09 Trainer der ersten Mannschaft des FC Barcelona wurde, folgte Torrent ihm als Co-Trainer. Mit dem Ende von Guardiolas Engagement in Barcelona zum Ende der Saison 2011/12 verließ auch er den Verein.
Domènec Torrent wurde zur Saison 2013/14 einer von zwei Co-Trainern des FC Bayern München, wo er erneut an der Seite von Pep Guardiola tätig war. Zusammen mit seinem Cheftrainer verließ er den deutschen Club zum Ende der Saison 2015/16 und wechselte zur Saison 2016/17 zu Manchester City. Nach zwei Jahren verließ er City und nach elf gemeinsamen Jahren auch Guardiola und wurde Cheftrainer bei New York City FC in der amerikanischen Major League Soccer. 2018 war er an der Seite von Guardiola mit Manchester City überlegen englischer Meister geworden.
Den New Yorker Verein verließ er bereits 2019 wieder und wurde Anfang August 2020 Cheftrainer bei Flamengo Rio de Janeiro in der brasilianischen Série A. Dort wurde er jedoch bereits nach 3 Monaten aufgrund hoher Niederlagen gegen die Meisterschaftskonkurrenten FC São Paulo und Atlético Mineiro wieder entlassen. Am 14. Januar 2022 übernahm er den Posten des Cheftrainers bei Galatasaray Istanbul. Die Saison 2021/22 beendete der Spanier mit seiner Mannschaft auf dem 13. Platz, welches die schlechteste Leistung der Vereinsgeschichte ist. Nach fünf Monaten wurde sein Vertrag mit Galatasaray aufgelöst.
Im Mai 2024 übernahm Torrent den Cheftrainerposten beim mexikanischen Erstligisten Atlético San Luis. Er wurde Nachfolger von Gustavo Leal.

## Erfolge als Co-Trainer
FC Barcelona
International
- UEFA Champions League (2): 2009, 2011
- UEFA Super Cup (2): 2009, 2011
- FIFA-Klub-Weltmeisterschaft (2): 2009, 2011

National
- Supercopa de España (3): 2009, 2010, 2011
- Copa del Rey (2): 2009, 2012
- Spanische Meisterschaft (3): 2009, 2010, 2011

FC Bayern München
International
- FIFA-Klub-Weltmeisterschaft (1): 2013
- UEFA Super Cup (1): 2013

National
- Deutsche Meisterschaft (3): 2014, 2015, 2016
- DFB-Pokal (2): 2014, 2016

Manchester City
National
- Englischer Ligapokalsieger (1): 2018
- Englischer Meister (1): 2018